# 亞洲近頜龍屬
亞洲近頜龍屬（學名：Caenagnathasia）是近頜龍科恐龍的一屬，是種小型恐龍，身長估計約61公分，體重約1.4公斤。亞洲近頜龍生活於上白堊紀，距今約9千萬年前，是已知年代最早的近頜龍超科。
模式種是馬氏亞洲近頜龍（C. martinsoni）是在1993年由菲力·柯爾（Phil Currie）等人所敘述、命名。屬名意為「亞洲的近頜龍科」，種名則是以古生物學家Gerbert Genrikhovich Martinson為名。正模標本（編號N 401/12457）是一對已癒合的下頜齒骨化石。化石發現於烏茲別克的Bissekty組地層，地質年代約9000萬年前，相當於土侖階與康尼亞克階的交界。第二個標本（編號N 402/12457）是一個右齒骨，來自於體型略小的個體。這兩個標本是目前僅發現的化石，都是成年個體。
亞洲近頜龍是已知最小型的偷蛋龍類，也是最小型的恐龍之一。下頜只有幾公分長，根據估計，頭顱骨約有7.6公分長。根據2010年的葛瑞格利·保羅（Gregory S. Paul）研究，亞洲近頜龍的身長估計約61公分，體重約1.4公斤
如果參考其他偷蛋龍類，亞洲近頜龍應該覆蓋者羽毛，是溫血動物，手掌有三指、腳掌有四趾，癒合的腳部骨頭與鳥類非常相似。下頜的上下距離高，下頜前緣角度陡，下頜上緣平坦。亞洲近頜龍的下頜有齒槽的退化痕跡，而進階型偷蛋龍類的下頜沒有牙齒。
亞洲近頜龍最初被歸類於近頜龍科，當時是使用漢斯·戴爾特·蘇伊士（Hans-Dieter Sues）的偷蛋龍類演化支定義。目前有其他研究認為亞洲近頜龍是偷蛋龍下目的基礎物種，不屬於近頜龍超科。